# Список высших учебных заведений Кыргызстана
Список высших учебных заведений Кыргызской Республики (по состоянию на 1.09.2018 г.)

## Государственные вузы
| №  | Название ВУЗа | Ректор                                         | Веб-сайт                          | Адрес                                            |
| -- | --- | ---------------------------------------------- | --------------------------------- | ------------------------------------------------ |
| 1  | Академия государственного управления при Президенте Кыргызской Республики (АГУ ПКР)                                        | Акматалиев Алмазбек Акматалиевич               | http://www.apap.kg/               | 720040, г. Бишкек, ул. Панфилова, 237            |
| 2  | Академия МВД КР им. генерала-майора милиции Э. А. Алиева                                                                   | Бийбосунов Адылбек Качкынбекович               | https://mvd.gov.kg/               | 720083, г. Бишкек, ул. Чолпон-Атинская, 1а       |
| 3  | Баткенский государственный университет (БатГУ)                                                                             | Зулпуев Абдувап Момунович                      | http://batmu.kg/ru/               | 715100, г. Баткен, ул. Жусупова, 21              |
| 4  | Бишкекский гуманитарный университет имени К. Карасаева (БГУ)                                                               | Мусаев Абдылда Инаятович                       | https://www.bhu.kg/               | 720044, г. Бишкек, пр. Мира, 27                  |
| 5  | Дипломатическая академия МИД КР им. К. Дикамбаева (ДА МИД)                                                                 | Адамкулова Чинара Усенбековна                  | http://dipacademy.kg/             | г. Бишкек, ул. Эркиндик, 36                      |
| 6  | Академия бизнеса и социального развития                                                                                    | и. о. ректора Осмонкулова Гульдана Орошбековна | http://isrip.kg/                  | 720010, г. Бишкек, пр. Манаса, 22а               |
| 7  | Международный университет Кыргызской Республики (МУКР)                                                                     | Адиева Айнура Абдужалаловна                    | https://iuk.kg/                   | 720071, г. Бишкек, пр. Чуй, 255                  |
| 8  | Иссык-Кульский государственный университет имени Касыма Тыныстанова (ИГУ)                                                  | Абдылдаев Курманбек Кыянович                   | http://www.iksu.kg/               | 722360, г. Каракол, ул. Абдрахманова, 103        |
| 9  | Жалал-Абадский государственный университет (ЖАГУ)                                                                          | Усенов Кенешбек Жумабекович                    | http://www.jagu.kg/               | 715600, г. Жалалабат, ул. Ленина, 57             |
| 10 | Кыргызско-Узбекский университет (К-УУ)                                                                                     | Райымбаев Чаткалбай Кенейбаевич                | https://www.kuu.kg/               | 714017, г. Ош, ул. Исанова, 79                   |
| 11 | Киргизский авиационный институт                                                                                            | Курманов Улан Эсембекович                      | http://kai.kg/                    | 720009, г. Бишкек, ул. академика М. Лущихина, 60 |
| 12 | Кыргызский экономический университет им. М. Рыскулбекова (КЭУ)                                                             | Камчыбеков Толобек Кадыралиевич                | http://www.keu.kg/                | 720033, г. Бишкек, ул. Т. Молдо, 58              |
| 13 | Кыргызский национальный аграрный университет им. К. И. Скрябина (КНАУ)                                                     | Нургазиев Рыспек Зарылдыкович                  | https://knau.kg/                  | 720005, г. Бишкек, ул. Медерова, 68              |
| 14 | Кыргызская национальная консерватория им. К. Молдобасанова (КНК)                                                           | Бегалиев Мурат Акимович                        | http://conservatory.kg/           | 720005, г. Бишкек, ул. Жантошева, 115            |
| 15 | Киргизский национальный университет имени Жусупа Баласагына (КНУ)                                                          | Садыков Канат Жалилович                        | https://www.knu.kg/ru/            | 720024, г. Бишкек, ул. Манаса, 101               |
| 16 | Кыргызская государственная академия физической культуры и спорта (КГАФКиС)                                                 | Иманалиев Токтобек Тыбынович                   | http://ksapcs.kg/                 | 720064, г. Бишкек, ул. Ахунбаева, 97             |
| 17 | Кыргызский государственный университет культуры и искусства им. Б. Бейшеналиевой (КГУКИ)                                   | Чотонов Мамашарип Мамытович                    | https://kguki.kg/                 | 720005, г. Бишкек, ул. Жантошева, 113            |
| 18 | Кыргызская государственная юридическая академия (КГЮА)                                                                     | Рысмендеев Бактыбек Дженишбекович              | https://ksla.kg/                  | 720001, г. Бишкек, пр. Чуй, 180а                 |
| 19 | Кыргызская государственная медицинская академия им. И. Ахунбаева (КГМА)                                                    | Кудайбергенова Индира Орозбаевна               | https://www.kgma.kg/ru            | 720020, г. Бишкек, ул. Ахунбаева, 92             |
| 20 | Кыргызский государственный технический университет им. И. Раззакова (КГТУ)                                                 | Чыныбаев Мирлан Койчубекович                   | https://www.kstu.kg/              | 720024, г. Бишкек, пр. Ч.Айтматова, 66           |
| 21 | Кыргызский государственный университет геологии, горного дела и освоения природных ресурсов им. акад. У. Асаналиева (КГГУ) | Маралбаев Акылбек Осконбаевич                  | https://ksmu.kg/                  | 720001, г. Бишкек, пр. Чуй, 215                  |
| 22 | Кыргызский государственный университет им. И. Арабаева (КГУ)                                                               | Абдырахманов Толобек Абылович                  | http://www.arabaev.kg/            | 720000, г. Бишкек, пр. Эркиндик, 38              |
| 23 | Кыргызский государственный университет строительства, транспорта и архитектуры (КГУСТА)                                    | Абдыкалыков Акынбек Абдыкалыкович              | https://www.ksucta.kg/ru/         | 720000, г. Бишкек, ул. Малдыбаева, 34б           |
| 24 | Киргизско-российский славянский университет имени Бориса Ельцина (КРСУ)                                                    | Нифадьев Владимир Иванович                     | https://www.krsu.edu.kg/          | 720040, г. Бишкек, ул. Киевская, 44              |
| 25 | Кыргызско-Турецкий университет «Манас» (К-ТУ Манас)                                                                        | Алпаслан Жейлан                                | https://www.manas.edu.kg/ru       | 720044, г. Бишкек, пр. Мира, 56                  |
| 26 | Военный институт Вооружённых Сил КР им. К. Усенбекова                                                                      | Темиров Артур Маратович                        | http://miafkr.edu.kg/ru/glavnaya/ | г. Бишкек, ул. П. Лумумбы, военный городок-5     |
| 27 | Нарынский государственный университет им. С. Нааматова (НГУ)                                                               | Омуралиева Дамира Кемеловна                    | https://nsu.kg/                   | 722600, г. Нарын, ул. Сагынбай Орозбак, 25       |
| 28 | Национальная академия художеств Кыргызской Республики имени Т. Садыкова (НАХ КР)                                           | Садыков Тургунбай Садыкович                    | http://academyart.kg/             | 720027, г. Бишкек, ул. Циолковского, 98          |
| 29 | Ошский гуманитарно-педагогический институт имени А. Мырсабекова (ОГПИ)                                                     | Зулуев Бекмурза Бекболотович                   | https://oshmpu.kg/ru/             | 714017, г. Ош, ул. Исанова, 73                   |
| 30 | Ошский государственный юридический институт (ОшГЮИ)                                                                        | Токторов Эгемберди Абдуваситович               | https://oshgui.kg/                | г. Ош, ул. Салиева, 40в                          |
| 31 | Ошский государственный университет (ОшГУ)                                                                                  | Исаков Каныбек Абдуваситович                   | https://www.oshsu.kg/ru           | 714000, г. Ош, ул. Ленина, 331                   |
| 32 | Ошский технологический университет им. М. Адышева (ОшТУ)                                                                   | Абидов Абдыкадыр Омарович                      | http://oshtu.kg/                  | 714010, г. Ош, ул. Исанова, 81                   |
| 33 | Таласский государственный университет (ТалГУ)                                                                              | Упенов Айбек Шерипбекович                      | https://www.talsu.kg/             | 722720, г. Талас, ул. Карла Маркса, 25           |

## Негосударственные вузы
| №  | Название ВУЗа                                                          | Ректор                              | Веб-сайт                          | Адрес                                                                |
| -- | ---------------------------------------------------------------------- | ----------------------------------- | --------------------------------- | -------------------------------------------------------------------- |
| 1. | Международный Университет Центральной Азии (МУЦА)                      | Камила Шаршекеева                   | https://www.iuca.kg/              | Шамсинская, 2 Токмак, 724912                                         |
| 2. | Университет АДАМ (бывший БФЭА)                                         | Сирмбард Светлана Рустамовна        | https://bafe.edu.kg               | 720010, г. Бишкек, пр. Молодая Гвардия, 55                           |
| 3. | Международный Кувейтский университет                                   | Ормушев Асан Сулайманович           | http://iku.kg/                    | г. Бишкек, ул. Волгоградская, 6а                                     |
| 4. | Международная академия управления, права, финансов и бизнеса (МАУПФиБ) | Назарматова Бурул Мукашевна         | http://www.maupfib.kg/            | 720031, г. Бишкек, ул. Белорусская, 6а                               |
| 5. | Кыргызско-Российская Академия образования (КРАО)                       | Шакеева Чинара Асановна             | http://ru.krao.kg/                | г. Бишкек, ул. Л. Толстого, 210                                      |
| 6. | Американский университет в Центральной Азии (АУЦА)                     | Эндрю Качинс                        | https://www.auca.kg/              | 720040, г. Бишкек, ул. Абдымомунова, 205                             |
| 7. | УНПК Международный университет Кыргызстана (УНПК МУК)                  | Савченко Елена Юрьевна              | https://muk.iuk.kg/               | 720007, г. Бишкек ул. Л. Толстого, 17А/1                             |
| 8. | Международная высшая школа медицины (МВШМ)                             | Чынгышпаев Шамиль Мукашевич         | http://ism.edu.kg                 | г. Бишкек, ул. Ю. Фучика, 34, ул. Интергельпо, 1ф                    |
| 9. | Международный университет Алатоо (МУ Алатоо)                           | Осман Гокалп                        | http://www.iaau.edu.kg/#gsc.tab=0 | г. Бишкек, мкрн. Тунгуч, ул. Горького                                |
| 10 | Международный университет в г. Жалал-Абад (МНУ, бывший УЭП)            | Мамасыдыков Абдилбает Асанович      | https://mnu.kg/, info@uep.kg      | 715600, г. Жалалабат, ул. Женижок, 30                                |
| 11 | Кыргызско-Казахский университет (К-КУ)                                 | Казгамбаев Алтай Габдрахманович     | http://kku.edu.kg                 | г. Бишкек, ул. Арстанбап, 159, 161                                   |
| 12 | Институт современных информационных технологий в образовании (ИСИТО)   | Кубаев Борис Хамитович              | https://isito.kg/                 | г. Бишкек, ул. М. Ганди, 112                                         |
| 13 | Международный университет в Центральной Азии (МУЦА)                    | Джон Росслин Кларк                  | http://iuca.kg/                   | г. Токмок, ул. Комсомольская, 141а                                   |
| 14 | Евразийский университет (ЕврУ)                                         | Абакирова Асель Мырзакановна        | https://eu.kg/ru/                 | г. Бишкек, пр. Чуй, 4в                                               |
| 15 | Международный университет инновационных технологий (МУИТ)              | Бегалиев Улукбек Турдалиевич        | https://iitu.edu.kz/ru/           | г. Бишкек, ул. Горького 1/17                                         |
| 16 | Азиатский медицинский институт (АзМИ)                                  | и. о. ректора Исаева Мира Исаевна   | https://www.asmi.kg/              | г. Кант, ул. Гагарина, 58                                            |
| 17 | Академия ОБСЕ                                                          | А. Вольтерс                         | https://osce-academy.net/ru/      | г. Бишкек, пер. Ботанический, 1                                      |
| 18 | Академия права, бизнеса и образования (АПБиО)                          | Дарбанов Макамбай Ерматович         | https://apbio152.wordpress.com/   | г. Жалал-Абад, ул. Пушкина, 152                                      |
| 19 | Международный университет науки и бизнеса (МУНиБ)                      | Федоров Михаил Васильевич           | https://munib.kg/                 | г. Бишкек, ул. Шабдан Баатыра, 1/1                                   |
| 20 | Институт экономики и финансов (ИЭФ)                                    | Сарыбаев Айылчы Сарыбаевич          | http://ief.kg/                    | г. Бишкек, ул. Токтогула, 212/1                                      |
| 21 | Иссык-кульский институт инновационных технологий (ИИТ)                 | Дыйканбаева Чолпон Усенакуновна     | -                                 | г. Каракол ул. Тынынстанова, 10                                      |
| 22 | Международный медицинский университет (ММУ)                            | Касымбеков Жаркынбек Орозбекович    | https://imu.edu.kg/               | г. Бишкек, ул. Анкара, 17/1                                          |
| 23 | Академия труда и социальных отношений (АТиСО)                          | Абдракманов Кубатбек Садырбекович   | https://atiso.kg/                 | г. Бишкек, бул М. Гвардии, 27                                        |
| 24 | Кейин интернейшнл институт (Keiin International Institute)             | П. К. Синн                          | https://keiin.kg/ru/              | Чуйская область Ыссык-Атинский р-н стан. Ивановка, ул. Некрасова, 2а |
| 25 | Академия инноваций им. Ш. Мусакожоева                                  | Мусакожоев Шайлобек Мусакожоевич    | http://ai.edu.kg/                 | г. Бишкек, ул. Исанова, 1/5                                          |
| 26 | Университет Центральной Азии (УЦА)                                     | Кравченко Богдан                    | https://ucentralasia.org          | г. Бишкек, ул. Токтогула, 138. г. Нарын, ул. С. Жакыпова, 19         |
| 27 | Корейский институт в Центральной Азии (КИЦА)                           | Бейшеналиева Гулсия Бейшеналиевна   | http://kica.kg/                   | г. Бишкек, ул. Гоголя, 20а                                           |
| 28 | Региональный институт образования (РИО)                                | Токтомамбетова Жамилякан Сакибаевна | https://abbi.kg/ru/contact/       | г. Таш-Кумыр, ул. Студенческая, 5                                    |
| 29 | Научно-исследовательский медико-социальный институт (НИМСИ)            | Арынбаев Жаныбай Токоевич           | https://nimsi.kg/                 | г. Жалал-Абад, ул. Тоголок Молдо, 75б                                |
| 30 | Исламский университет Кыргызстана (ИУК)                                | Ибраев Марс Каипович                | http://kiu.kg/                    | 720021, г. Бишкек, ул. Гоголя, 57                                    |
| 31 | Кыргызский институт языков и культуры                                  | -                                   | -                                 | г. Шопоков                                                           |
| 32 | Кыргызско-Германский институт прикладной информатики                   | Тологонова Аида Мырзакановна        | https://www.inai.kg/              | г. Бишкек                                                            |